# Hypogalaktie
Hypogalaktie (nicht zu verwechseln mit Hypergalaktie, eine Milch-Überproduktion) bedeutet, dass die Brust der Mutter nicht ausreichend Milch für den Säugling produziert. Bei völlig ausbleibendem Milchfluss wird im ICD-10 eher von Agalaktie gesprochen.
Nur bei 3–5 % der stillenden Frauen liegen für die Hypogalaktie biologische Ursachen vor.

## Hypogalaktie vs. unsachgemäßes Stillen
Die meisten Fälle von scheinbarer Hypogalaktie sind bedingt durch „unsachgemäßes Stillen oder fehlende Bereitschaft zum Stillen“. Zum unsachgemäßen Stillen gehören meistens technische Probleme, wie zum Beispiel die Verabreichung von Flaschenmahlzeiten zwischen Brustmahlzeiten, die dazu führen, dass das Saugvermögen nachlässt (die Nahrungsaufnahme mit dem Gummisauger erfordert vom Säugling eine andere Technik als das Saugen an der Brust) und eine Milchstauung entsteht, was wiederum ein weiterer Grund für die Entwöhnung ist.
Oft wird der Säugling auch zu selten angelegt. Um die Milchproduktion in Gang zu halten, ist es wichtig, dass der Säugling nach seinem Bedarf trinken darf (das kann unter Umständen auch stündlich sein, Stillabstände von 4 Stunden haben die wenigsten Stillkinder). Während eines Wachstumsschubes sollte keine adaptierte Milch zugegeben werden, da sich die Brust sonst nicht auf den erhöhten Bedarf einstellen kann. Zu diesem Zeitpunkt haben die meisten Frauen das Gefühl, dass sie zu wenig Milch hätten, da der Säugling sehr viel häufiger trinken möchte, was jedoch völlig normal ist.